# 糸満市立潮平中学校
糸満市立潮平中学校（いとまんしりつしおひらちゅうがっこう）は、沖縄県糸満市阿波根にある公立中学校である。通称は「潮中」。糸満市内の公立中学校の中では、糸満市立西崎中学校に次いでブレザーの制服が制定された。校舎のいたるところに木材が使用されており、バリアフリーの設計がなされている。校内にはバスケットボールのリングや日本庭園などがあり、それぞれ「ドリーム広場」「ドリーム庭園」と名付けられている。

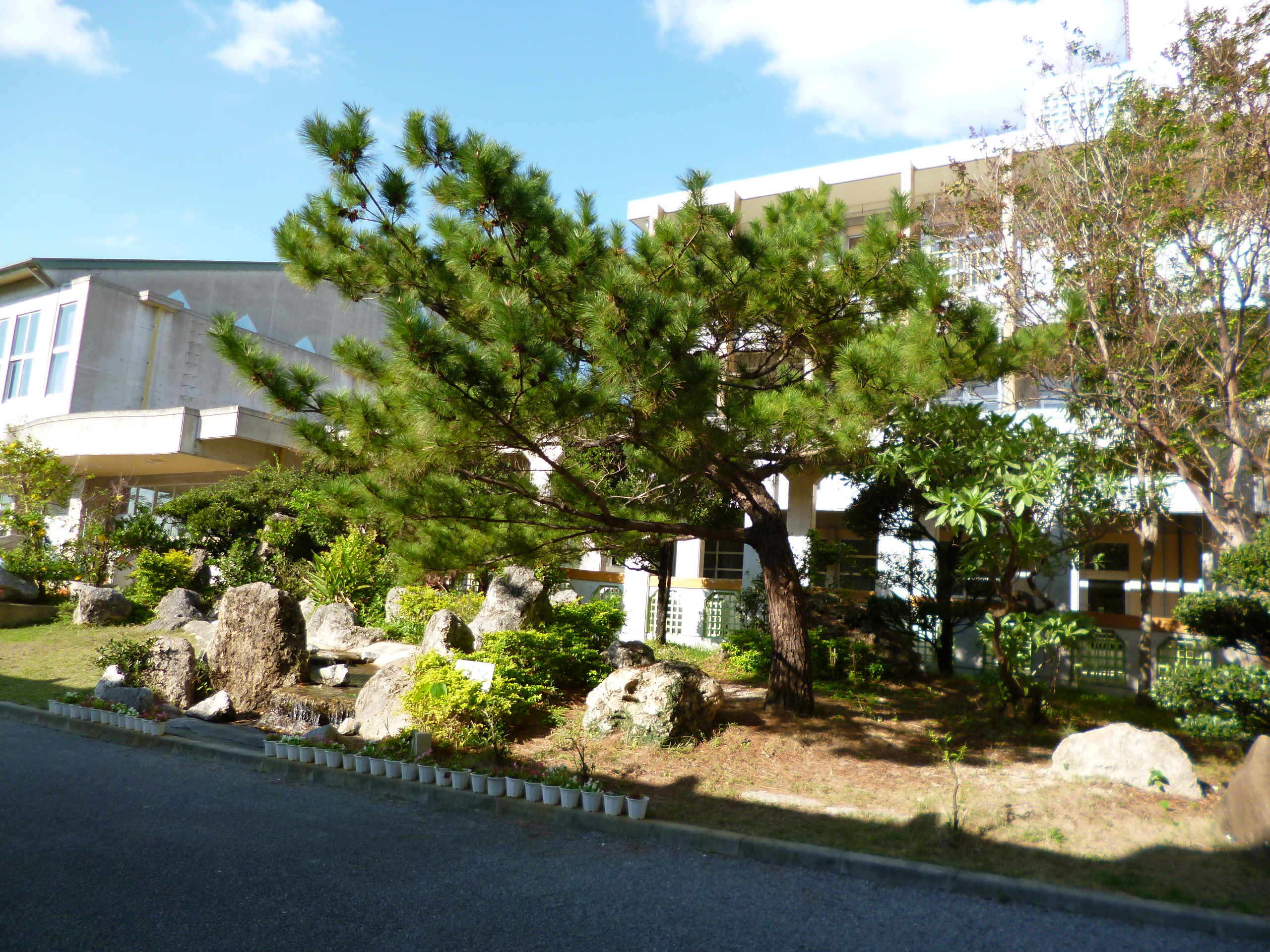
ドリーム庭園

## 沿革

### 経緯
糸満市立西崎中学校のマンモス校状態を解消するため、2001年4月に、糸満市内6番目の中学校として開校した。校区は、糸満市立潮平小学校と糸満市立光洋小学校の一部からなる。ただし、光洋小学校卒業生のほとんどは西崎中学校に進学するため、実質的には潮平小学校出身者のみである。

### 年表[1]
1997年 西崎中学校の過密解消のための分離校建設を議決

1998年 新設分離校建設委員会の発足

1999年 教育委員会会議において学校名を「潮平中学校」に決定

1999年
- 9月30日校舎新築工事着手

2000年
- 8月28日校舎新築工事完了

2000年第1回 校内開校準備委員会 委嘱状交付

2001年
- 2月22日新入生オリンーション
- 3月23日開校式典に向けて第7回校内開校準備委員会
- 4月5日潮平中学校開校式典を挙行
- 4月7日1学期始業式
- 4月9日入学式

## 部活動
部活動は、バドミントンや合唱が盛んである。合唱部は2005年の九州合唱コンクールにおいて初出場ながら銀賞を受賞している。